# Джерарди, Джулио
Джулио Джерарди (итал. Giulio Gerardi; 30 ноября 1912 года, Винадио — 10 июля 2001 года, Винадио) — итальянский лыжник, призёр чемпионата мира, участник Олимпийских игр 1936 года.
На Олимпийских играх 1936 года в Гармиш-Партенкирхене, стартовал в двух из трёх гонках лыжного турнира и стал 19-м в гонке на 18 км и 4-м в эстафете.
Принимал участие в двух чемпионатах мира, на чемпионате мира 1937 года в Шамони завоевал бронзовую медаль в эстафете.